# Cor Luiten
Cornelis (Cor) Luiten (Utrecht, 3 april 1929 – Nieuwegein, 9 november 1978) was een Nederlands voetballer die onder contract stond bij DOS en Sportclub Enschede.

## Spelersloopbaan
Luiten was een typische linksbuiten. Hij maakte deel uit van een talentvolle lichting Utrechtse voetballers die na de Tweede Wereldoorlog doorbrak in de hoofdmacht van DOS.
Evenals zijn teamgenoot Dirk Lammers moest hij zijn dienstplicht in Indonesië vervullen. Luiten vertrok op 17 augustus 1949 en keerde half november 1950 terug uit Nederlands-Indië.
Hij maakte na anderhalf jaar zijn rentree bij DOS op 19 november 1950 in de uitwedstrijd tegen Ajax. De linksbuiten vierde met twee treffers (0-5 zege) een glorieuze comeback.
Bij de komst van de profcompetitie van de NBVB in 1954 bleef Luiten trouw aan DOS. Het hoogtepunt was het landskampioenschap in het seizoen 1957/58. Met 19 treffers had hij een groot aandeel in het succes. 
Bijna op het einde van zijn loopbaan speelde hij nog een jaar voor Sportclub Enschede. Hij keerde toch weer terug bij DOS en sloot als 36-jarige zijn profcarrière af bij 't Gooi. Daarna speelde hij nog enkele seizoenen bij de amateurs van DOS '01. Hij was tot aan zijn vroegtijdig overlijden in 1978 bestuurslid van FC Utrecht.

## Carrièrestatistieken
| Seizoen         | Club               | Land            | Competitie                   | Competitie | Competitie | Beker | Beker | Internationaal | Internationaal | Overig | Overig | Totaal | Totaal |
| Seizoen         | Club               | Land            | Competitie                   | Wed.       | Dlp.       | Wed.  | Dlp.  | Wed.           | Dlp.           | Wed.   | Dlp.   | Wed.   | Dlp.   |
| --------------- | ------------------ | --------------- | ---------------------------- | ---------- | ---------- | ----- | ----- | -------------- | -------------- | ------ | ------ | ------ | ------ |
| 1946/47         | DOS                | Nederland       | Eerste klasse West II        | –          | 1          | –     | 0     | 0              | 0              | 0      | 0      | –      | 1      |
| 1947/48         | DOS                | Nederland       | Eerste klasse West II        | –          | 1          | –     | 0     | 0              | 0              | 0      | 0      | –      | 1      |
| 1948/49         | DOS                | Nederland       | Eerste klasse West I         | 19         | 4          | –     | 0     | 0              | 0              | 0      | 0      | 19     | 4      |
| 1949/50         | DOS                | Nederland       | Eerste klasse West I         | 0          | 0          | –     | 0     | 0              | 0              | 0      | 0      | 0      | 0      |
| 1950/51         | DOS                | Nederland       | Eerste klasse B              | 13         | 4          | –     | 0     | 0              | 0              | 0      | 0      | 13     | 4      |
| 1951/52         | DOS                | Nederland       | Eerste klasse B              | 20         | 7          | –     | 0     | 0              | 0              | 0      | 0      | 20     | 7      |
| 1952/53         | DOS                | Nederland       | Eerste klasse A              | 26         | 10         | –     | 0     | 0              | 0              | 0      | 0      | 26     | 10     |
| 1953/54         | DOS                | Nederland       | Eerste klasse B              | 26         | 13         | –     | 0     | 0              | 0              | 0      | 0      | 26     | 13     |
| 1954/55         | DOS                | Nederland       | Eerste klasse C (Afgebroken) | 9          | 4          | –     | –     | 0              | 0              | 0      | 0      | 9      | 4      |
| 1954/55         | DOS                | Nederland       | Eerste klasse D              | 26         | 9          | –     | –     | 0              | 0              | 0      | 0      | 26     | 9      |
| 1955/56         | DOS                | Nederland       | Hoofdklasse A                | 33         | 12         | –     | –     | 0              | 0              | 0      | 0      | 33     | 12     |
| 1956/57         | DOS                | Nederland       | Eredivisie                   | 32         | 7          | –     | 0     | 0              | 0              | 0      | 0      | –      | 7      |
| 1957/58         | DOS                | Nederland       | Eredivisie                   | 34         | 19         | –     | 0     | 0              | 0              | 0      | 0      | –      | 19     |
| 1958/59         | DOS                | Nederland       | Eredivisie                   | 34         | 13         | –     | 2     | 1              | 1              | 0      | 0      | –      | 16     |
| 1959/60         | DOS                | Nederland       | Eredivisie                   | 34         | 19         | –     | –     | 0              | 0              | 0      | 0      | –      | 19     |
| 1960/61         | DOS                | Nederland       | Eredivisie                   | 30         | 4          | –     | 1     | 0              | 0              | 0      | 0      | 30     | 5      |
| 1961/62         | Sportclub Enschede | Nederland       | Eredivisie                   | 22         | 7          | –     | 0     | 0              | 0              | 0      | 0      | 22     | 7      |
| 1962/63         | DOS                | Nederland       | Eredivisie                   | 29         | 7          | –     | 0     | 0              | 0              | 0      | 0      | 29     | 7      |
| 1962/63         | Utrecht XI         | Europa          | Jaarbeursstedenbeker         | –          | –          | –     | –     | 2              | 1              | –      | –      | 2      | 1      |
| 1963/64         | DOS                | Nederland       | Eredivisie                   | 5          | 0          | –     | 0     | 1              | 0              | 0      | 0      | 6      | 0      |
| 1964/65         | 't Gooi            | Nederland       | Tweede divisie B             | –          | 3          | –     | 0     | 0              | 0              | 0      | 0      | –      | 3      |
| Carrière totaal | Carrière totaal    | Carrière totaal | Carrière totaal              | 373        | 144        | –     | 3     | 4              | 2              | 0      | 0      | –      | 149    |

### Nederlands elftal
| Interlands van Cor Luiten | Interlands van Cor Luiten | Interlands van Cor Luiten | Interlands van Cor Luiten | Interlands van Cor Luiten | Interlands van Cor Luiten |
| No.                       | Datum                     | Wedstrijd                 | Uitslag                   | Wedstrijdverband          | Goals                     |
| ------------------------- | ------------------------- | ------------------------- | ------------------------- | ------------------------- | ------------------------- |
| 1.                        | 7 maart 1953              | Nederland – Denemarken    | 1 – 2                     | Vriendschappelijk         | 0                         |
| 2.                        | 22 maart 1953             | Nederland – Zwitserland   | 1 – 2                     | Vriendschappelijk         | 0                         |
| 3.                        | 19 april 1953             | Nederland – België        | 0 – 2                     | Vriendschappelijk         | 0                         |
| 4.                        | 24 oktober 1954           | België – Nederland        | 4 – 3                     | Vriendschappelijk         | 0                         |